# Ещадио Д-р Магаляеш Песоа
Ещадио Д-р Магаляеш Песоа (на португалски Estádio Dr. Magalhães Pessoa) е футболен стадион. Намира в покрайниниет на град Лейрия, разположен в Централна Португалия. На него играе домакинските си мачове Униао Лейра. Реконструиран в периода ноември 2001 – октомври 2003 г. специално за Евро 2004 по проект на португалския архитект Томаш Тавейра. Капацитетът на съоръжението е от 30 000 седящи места. Трибуните на стадиона са разделени на две нива. Официалното му откриване е на 19 ноември 2003 г. Съоръжението е стопанисвано от градския съвет на Лейрия.
На Евро 2004 приема домакинството на две срещи от Група B:
- На 13 юни –  Швейцария 0:0 Хърватия Хърватия
- На 17 юни –  Хърватия 2:2 Франция

Два пъти стадионът е бил домакин и на двубоя за Суперкупата на Португалия:
- На 19 август 2006 г. – Порто 3:0 Витория Сетубал
- На 11 август 2007 г. – Спортинг Лисабон 1:0 Порто